# Symphodus doderleini
Symphodus doderleini (Jordan, 1891), conosciuto in italiano come tordo fasciato, è un pesce osseo marino della famiglia Labridae.

## Distribuzione e habitat
È una specie endemica del mar Mediterraneo (compreso l'Adriatico) e del mar di Marmara ma assente dal golfo del Leone. Non è una specie comune da nessuna parte del suo areale (o almeno così sembra vista l'abbondanza di foto di questa specie).
È legato alle praterie di posidonia ma più di rado frequenta fondi rocciosi costieri ricchi di vegetazione.

## Descrizione
Simile agli altri Symphodus; ha una sagoma piuttosto allungata con muso lungo e labbra grosse. La livrea è caratteristica dato che è sempre presente una banda bianca ben evidente tra la bocca e la pinna caudale ed un'altra più sottile tra la parte superiore dell'occhio ed il peduncolo caudale. Nella parte alta del peduncolo caudale è spesso presente una macchietta scura. La colorazione è in genere sui toni del marrone, più scuro nella fascia tra le due bande chiare e più chiaro su dorso e ventre, ma può essere quasi rossa nei giovani e nei maschi riproduttori.
Misura fino a 10 cm.

## Biologia

### Alimentazione
È carnivoro e nella sua dieta sono presenti molluschi (che sembrano essere la sua preda preferita), anfipodi, vermi marini e briozoi.

### Riproduzione
Il nido ha forma piatta e viene costruito e difeso dal maschio. Si riproduce in primavera. Le uova e le larve non sono note.

## Pesca
Si cattura con vari sistemi di pesca costiera come tramagli e nasse nonché con le lenze. Come in quasi tutti i labridi le carni sono mediocri e vengono impiegate solo per la zuppa di pesce.

## Conservazione
La specie non è minacciata, le popolazioni sono stabili.